# Keserű álpereszke
A keserű álpereszke (Leucopaxillus gentianeus) a pereszkefélék családjába tartozó, Európában és Észak-Amerikában honos, fenyvesekben, lomberőkben élő, nem ehető gombafaj. 

## Megjelenése
A keserű álpereszke kalapja 4–15 cm széles; alakja kezdetben domború, később majdnem laposan kiterül. Széle fiatalon begöngyölt. Felszíne száraz, sima, kissé bőrszerű. Színe fiatalon vörösbarna vagy narancsbarna, de idősen gyakran egészen halványbarnára kifakul. 
Húsa vastag, fehér, színe sérülésre nem változik. Szaga erősen lisztes, íze nagyon keserű. 
Sűrűn álló lemezei tönkhöz nőttek vagy kissé lefutók, a féllemez gyakori. A lemezek egy rétegben leválaszthatók a kalapról. Színük fehér. 
Tönkje 3–10 cm magas és 1–2 cm vastag. Alakja hengeres, nagyjából egyenletes vastagságú. Színe fehér, esetleg barnásan elszíneződik. Tövénél jól látható a fehér micéliumfonadék.
Spórapora fehér. Spórája széles ellipszoid vagy közel gömbölyű, felülete tüskés, mérete 4–5 x 3–4 µm.  

### Hasonló fajok
A barna pereszkékkel lehet összetéveszteni, de intenzív keserű íze és micéliumos töve alapján jól azonosítható.  

## Elterjedése és termőhelye
Európában és Észak-Amerikában honos. 
Inkább fenyvesekben, esetleg lomberdőkben található meg, sokszor boszorkánykörben. Szaprotróf, a korhadó növényi maradványokat bontja. Nyártól őszig terem.

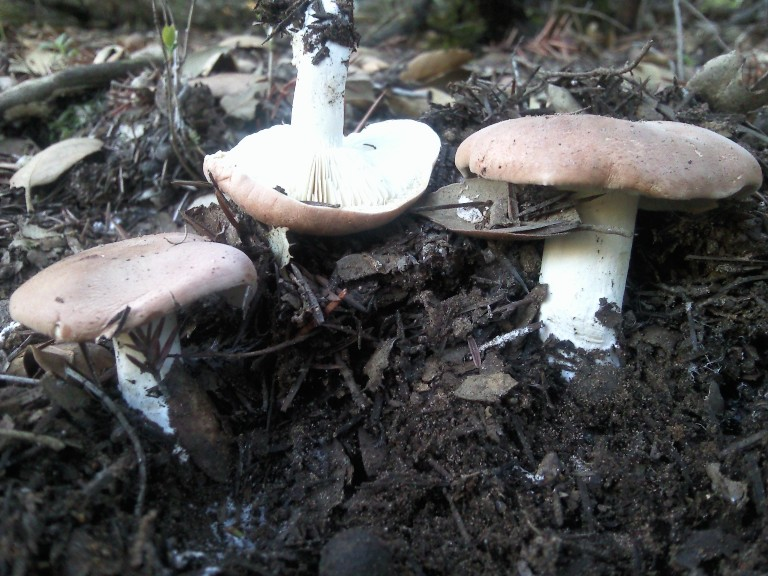
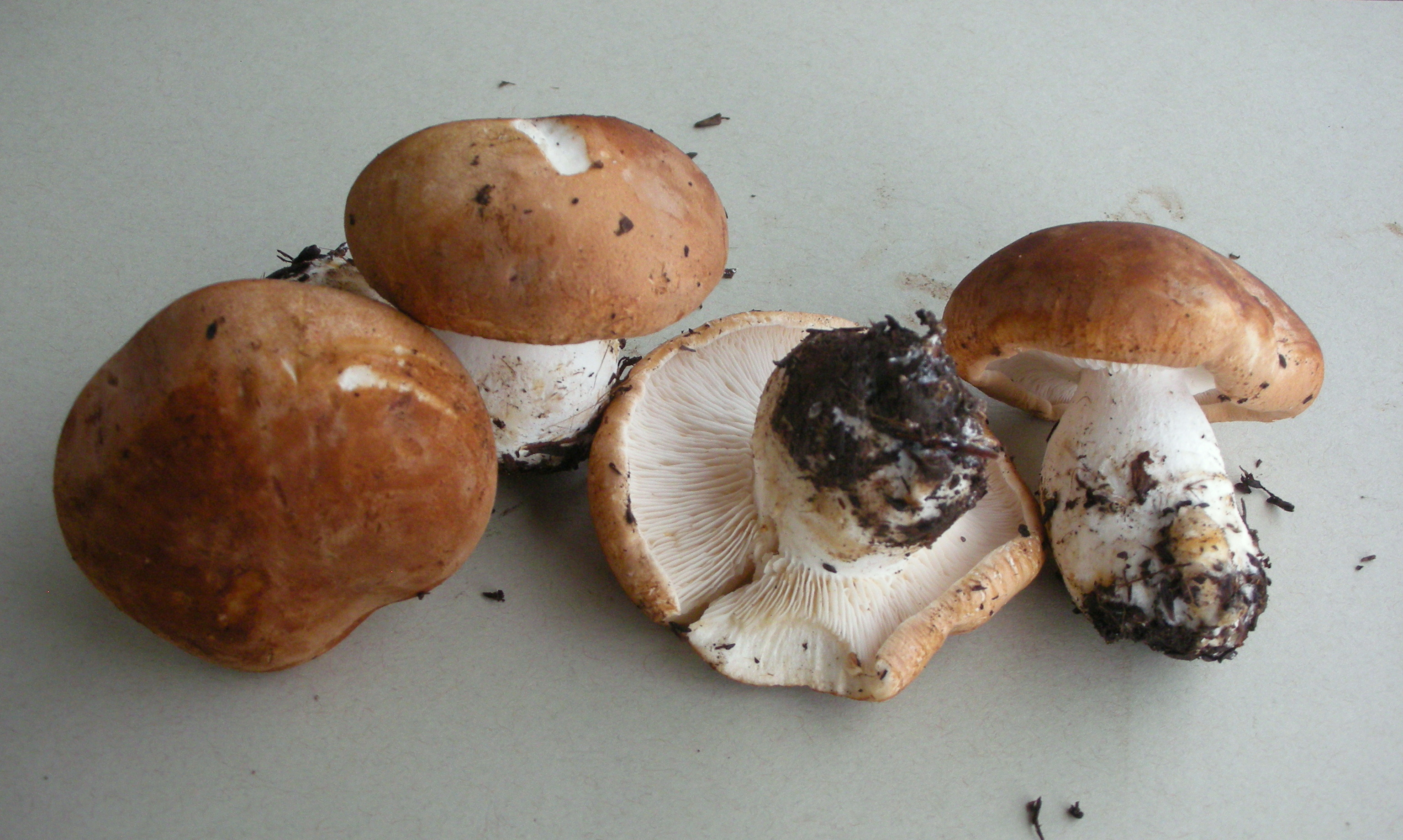
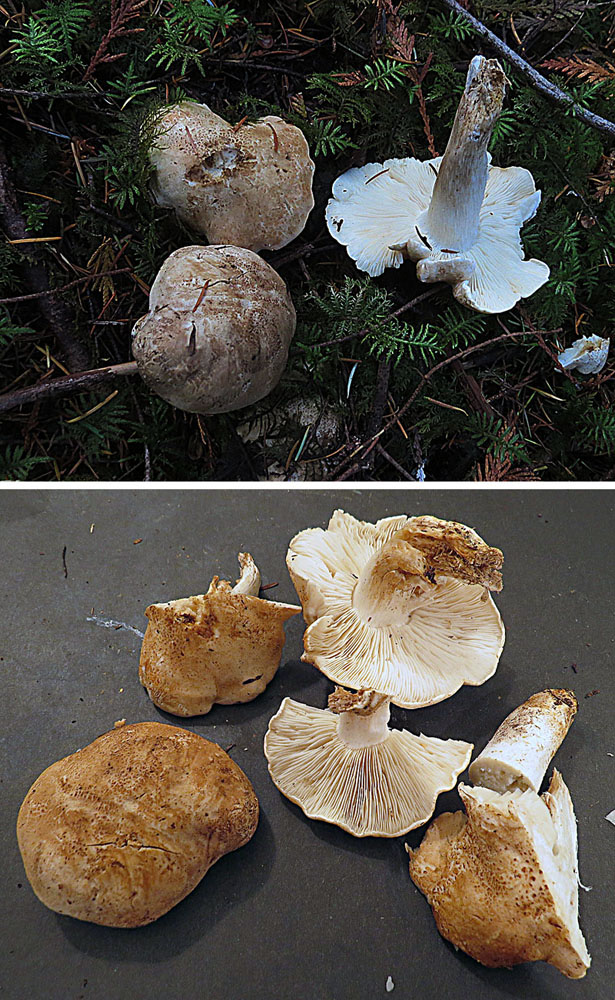
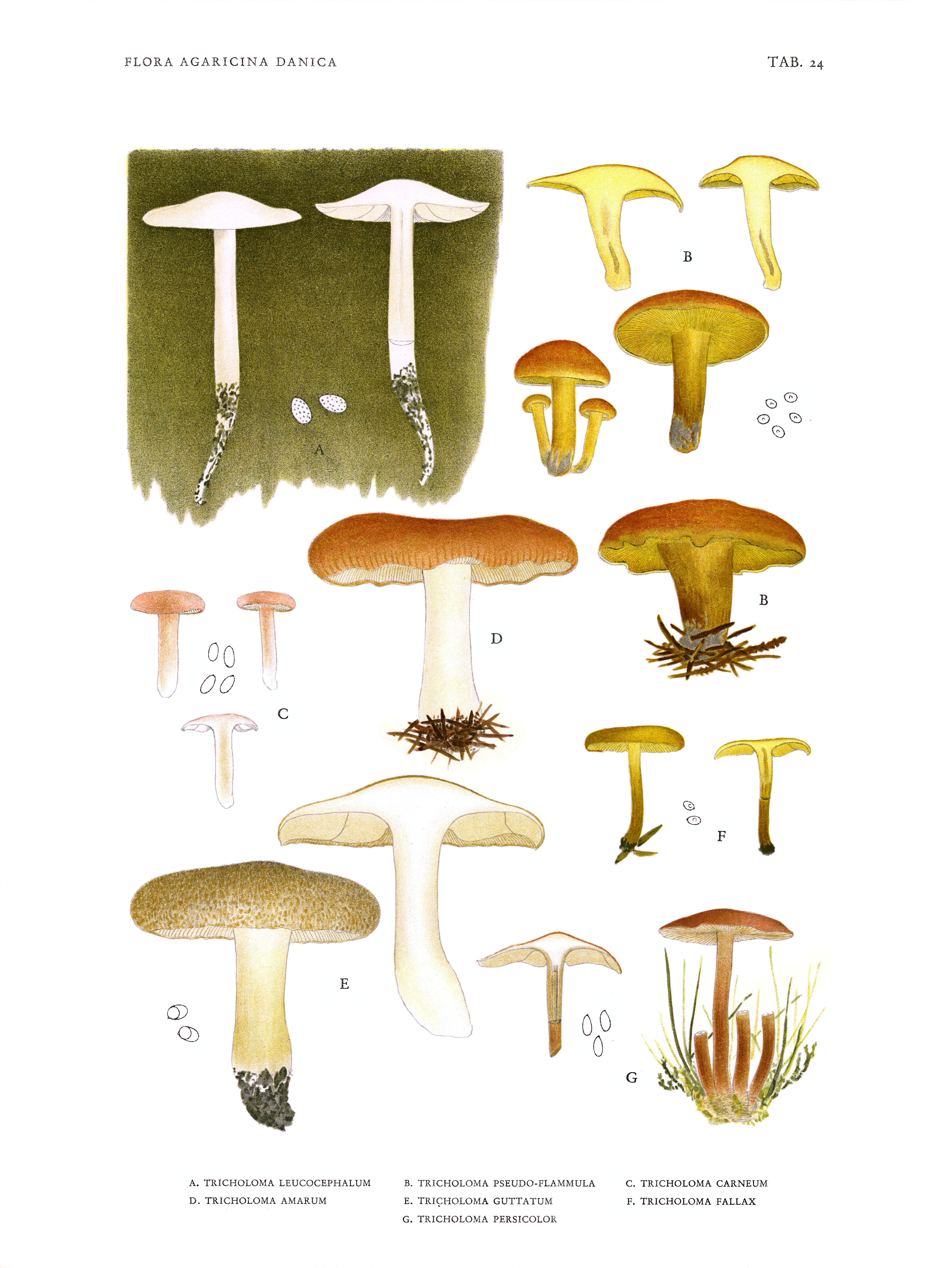

Nem ehető.  